# Ouratea margaretae
Ouratea margaretae är en tvåhjärtbladig växtart som beskrevs av C. Sastre. Ouratea margaretae ingår i släktet Ouratea och familjen Ochnaceae. Inga underarter finns listade i Catalogue of Life.